# Cystowithius ankeri
Espèce
Cystowithius ankeri est une espèce de pseudoscorpions de la famille des Withiidae.

## Distribution
Cette espèce est endémique de Colombie. Elle se rencontre dans les départements de Caldas et de Cundinamarca,.

## Description
La carapace du mâle holotype mesure 0,96 mm de long sur 0,84 mm et la carapace de la femelle paratype 1,0 mm de long sur 0,9 mm.

## Systématique et taxinomie
Cette espèce a été décrite par García et Romero-Ortiz en 2021.

## Étymologie
Cette espèce est nommée en l'honneur d'Arthur Anker.

## Publication originale
- García & Romero-Ortiz, 2021 : « Cystowithius ankeri sp. nov. (Arachnida: Pseudoscorpiones: Withiidae), a new pseudoscorpion from the Central Andes of Colombia. » Zoologia (Curitiba), vol. 38, no e21003, p. 1-8 (texte intégral).